# Polyura athamis
Polyura athamis är en fjärilsart som beskrevs av Jacob Hübner 1819. Polyura athamis ingår i släktet Polyura och familjen praktfjärilar. Inga underarter finns listade i Catalogue of Life.